# Klein Gyula Lipót
Klein Gyula Lipót (vagy Julius Leopold Klein, eredetileg Klein Gyula) (Miskolc, 1804 – Berlin, 1876. augusztus 2.) magyar származású német drámaíró, publicista, irodalomtörténész. 1869-től a Magyar Tudományos Akadémia külső tagja volt. Kilényi János (1805–1889) publicista, műfordító bátyja.

## Élete
Miskolci zsidó családban született. 1817–1819-ben a pesti piarista gimnáziumban, 1819–1821-ben Miskolcon tanult. Később a bécsi orvostudományi egyetemre iratkozott be, de hamarosan egy évig tartó művészettörténeti tanulmányútra indult Itáliába. Bécsbe visszatérve kikeresztelkedett, s felvette a Lipót nevet. 
Előbb a gróf Colloredo-Mansfeld családnál, később pedig a nápolyi Luchesi-Palli hercegi családnál nevelősködött. Pályája e korai korszakában főként műkritikákat írt magyarul és idegen nyelveken, első drámái és versei viszont nem találtak sikerre. Rövid időre visszatért szülővárosába, Miskolcra, majd 1830-ban Berlinben telepedett le. Előbb tanulmányait befejezve megszerezte orvosi oklevelét, de életében soha nem praktizált. Rövid ideig Olaszországban élt, majd két évig az athéni porosz nagykövetség attaséja volt. Végül visszatért Berlinbe, és újságírással kereste kenyerét, 1838-ban szerkesztette a wismari Baltische Blätter című folyóiratot. 
Szépirodalmi próbálkozásai az 1840-es évek második felében leltek visszhangra, ezt követően nagy sikerrel adták ki és játszották színdarabjait. Élete vége felé behatóan foglalkozott drámatörténeti kutatásokkal, s nagy lélegzetű monográfiáját 1865-ben folytatásokban adta közre.

## Főbb művei
- Auf den Tod meiner Mutter, Barbara Klein, Miskolc, 1830 (szonettek)
- Maria von Medici, Berlin, 1848 (szomorújáték)
- Die Herzogin, Berlin, 1848 (vígjáték)
- Kavalier und Arbeiter, Berlin, 1850 (tragédia)
- Ein Schützling, Berlin, 1850 (vígjáték)
- Maria, Berlin, 1860 (szomorújáték)
- Strafford, Berlin, 1862 (szomorújáték)
- Voltaire, Berlin, 1862 (vígjáték)
- Barbiana, Berlin, 1863
- Geschichte des Drama’s I–XV., Leipzig, 1865–1876
- Heliodora, Berlin, 1867 (szomorújáték)
- Dramatische Werke I–VII., Berlin, 1871–1872